# Disputa tra Galileo Galilei e la Chiesa

## La denuncia del domenicano Tommaso Caccini (1614)

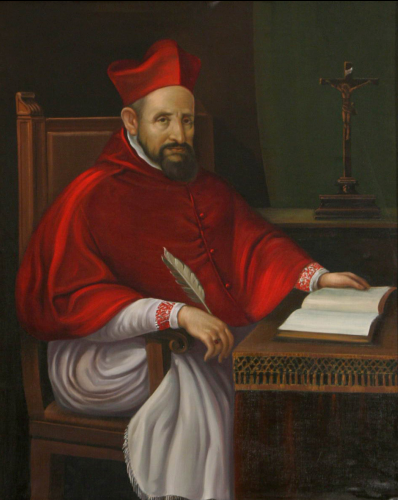
Il cardinale Roberto Bellarmino

Il 21 dicembre 1614, dal pulpito di Santa Maria Novella a Firenze il frate domenicano Tommaso Caccini (1574 – 1648) lanciava contro certi matematici moderni, e in particolare contro Galileo, l'accusa di contraddire le Sacre Scritture con le loro concezioni astronomiche ispirate alle teorie copernicane. La sua predica si concludeva con un indovinato gioco di parole, tratto dagli Atti degli Apostoli: «Viri Galilaei, quid statis aspicientes in coelum?». A questa si aggiunse ancora il Lorini, con l'invio al cardinale Paolo Emilio Sfondrati, prefetto della Congregazione dell'Indice a Roma, il 7 febbraio 1615, a nome di tutta la comunità del convento di San Marco di Firenze, di una copia della lettera di Galilei al Castelli. Il Lorini rilevava che quella lettera, che sosteneva essergli «capitata per caso nelle mani» e definiva «una scrittura, corrente qua nelle mani di tutti, fatta da questi che domandano Galileisti», conteneva «molte proposizioni che ci paiono o sospette o temerarie».
Tommaso Caccini giunse a Roma, il 20 marzo 1615, e nel palazzo del Santo Uffizio, di fronte ai cardinali Bellarmino, Galamini, Millini, Sfondrati, Taverna, Verallo e Zapata, denunciò Galileo in quanto sostenitore del moto della Terra intorno al Sole, e anche perché il confratello Ferdinando Ximenes aveva sentito dire da alcuni discepoli di Galileo che «Iddio non è altrimenti sustanza, ma accidente; Iddio è sensitivo, perché in lui son sensi divinali; veramente che i miracoli che si dicono esser fatti da' Santi, non sono veri miracoli». Richiesto della fede cattolica di Galileo, il Caccini rispondeva maliziosamente che egli «da molti è tenuto buon cattolico; da altri è tenuto per sospetto nelle cose della fede, perché dicono sii molto intimo di quel fra Paolo servita, tanto famoso in Venetia per le sue impietà, et dicono che anco di presente passino lettere tra di loro».

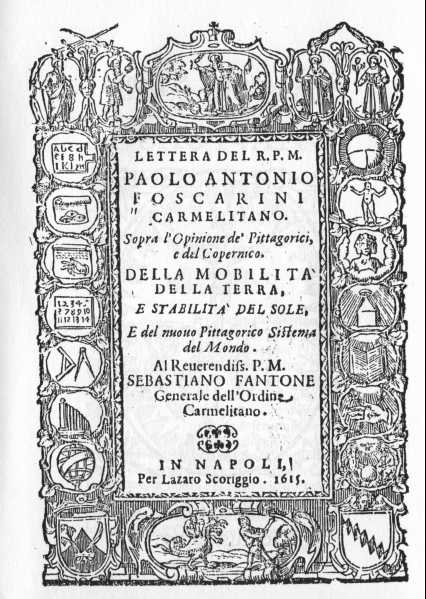
La Lettera del Foscarini

Intanto a Napoli era stato pubblicato il libro del teologo carmelitano Paolo Antonio Foscarini (1565-1616), la Lettera sopra l'opinione de' Pittagorici e del Copernico, dedicata a Galileo, a Keplero e a tutti gli accademici dei Lincei, che intendeva accordare i passi biblici con la teoria copernicana interpretandoli «in modo tale che non gli contradicano affatto». Il cardinale Roberto Bellarmino, già giudice nel processo di Giordano Bruno, come lo Sfrondati e il Taverna, tuttavia affermava che sarebbe stato possibile reinterpretare i passi della Scrittura che contraddicevano l'eliocentrismo solo in presenza di una vera dimostrazione di esso e, non accettando le argomentazioni di Galileo, aggiungeva che finora non gliene era stata mostrata nessuna, e sosteneva che comunque, in caso di dubbio, si dovessero preferire le sacre scritture. L'anno dopo il Foscarini verrà, per breve tempo, incarcerato e la sua Lettera proibita. Intanto il Sant'Uffizio stabilì, il 25 novembre 1615, di procedere all'esame delle Lettere sulle macchie solari e Galileo decise di venire a Roma per difendersi personalmente, appoggiato dal granduca Cosimo: «Viene a Roma il Galileo matematico» – scriveva Cosimo II al cardinale Scipione Borghese – «et viene spontaneamente per dar conto di sé di alcune imputazioni, o più tosto calunnie, che gli sono state apposte da' suoi emuli».

## L'ammonizione del cardinal Bellarmino (Roma, 1616)

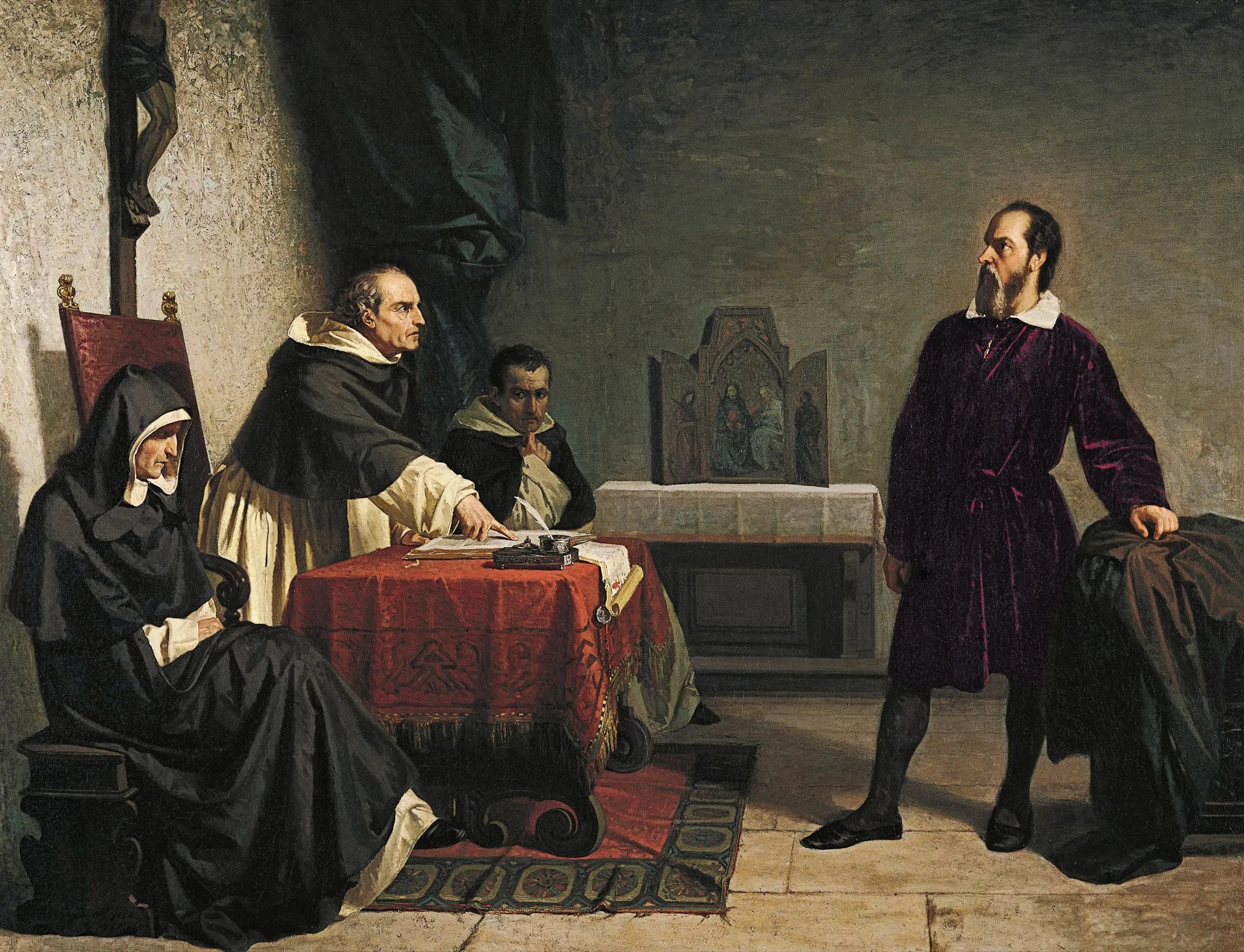
Banti: Galileo davanti all'inquisizione

L'ambasciatore della Corte medicea, Piero Guicciardini, ottimo conoscitore dell'ambiente romano, era ben consapevole dei pericoli incombenti sullo scienziato: «so bene che alcuni frati di San Domenico, che hanno gran parte nel Santo Offizio, et altri, gli hanno male animo addosso; e questo non è paese da venire a disputare sulla luna, né da volere, nel secolo che corre, sostenere né portarci dottrine nuove».
Il 24 febbraio 1616, richiesti dal Sant'Uffizio, i teologi risposero unanimemente che la proposizione «il Sole sii centro del mondo, et per consequenza immobile di Moto locale», era «stolta e assurda in filosofia, e formalmente eretica», in quanto contraddiceva molti passi delle Sacre Scritture e le opinioni dei Padri della Chiesa; che la proposizione «la Terra non è il centro del mondo, né immobile, ma da sé si muove anche di moto diurno», era «censurabile in filosofia; riguardo alla verità teologica, almeno erronea nella fede». Di conseguenza, il 25 febbraio il papa ordinò al cardinale Bellarmino di «convocare Galileo e di ammonirlo di abbandonare la suddetta opinione; e se si fosse rifiutato di obbedire, il Padre Commissario, davanti a un notaio e a testimoni, di fargli precetto di abbandonare del tutto quella dottrina e di non insegnarla, non difenderla e non trattarla». Un documento datato 26 febbraio attesterebbe l'avvenuto precetto del Bellarmino e l'obbedienza di Galileo mentre il 5 marzo era reso pubblico il decreto della Congregazione dell'Indice che sospendeva fino a revisione il De revolutionibus orbium coelestium di Niccolò Copernico e lo scritto di Didaco Stunica su Giobbe, proibendo invece la lettera di Paolo Antonio Foscarini, frate carmelitano».
A cospetto di tale sconfitta dei seguaci delle teorie copernicane, Galilei non si diede per vinto e rimase ancora a Roma per tre mesi, a discutere e a cercare di convincere delle sue opinioni. L'ambasciatore Guicciardini il 13 maggio scrisse a Picchena che Galilei «ha un umore fisso di scaponire i frati et combattere con chi egli non può se non perdere [...] lo stare absente da questo paese li sarebbe di gran benefizio et servizio». Il cardinale Bellarmino diede comunque a Galileo una dichiarazione in cui venivano negate abiure ma in cui si ribadiva la proibizione di sostenere le tesi copernicane: forse gli onori e le cortesie ricevute malgrado tutto, fecero cadere Galileo nell'illusione che a lui fosse permesso quello che ad altri era vietato: «nelle contraddizioni e distinzioni e compromessi nati durante il primo processo è l'origine delle future complicazioni del secondo processo di Galileo».

## La polemica sulle comete

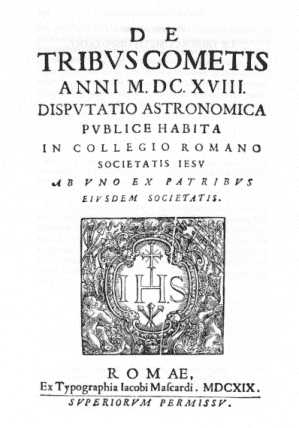
Orazio Grassi: De tribus cometis

Tuttavia Galilei non rispose alla De situ et quiete Terrae contra Copernici systema disputatio che il segretario della Congregazione di Propaganda Fide Francesco Ingoli gli aveva inviato il gennaio precedente a confutazione dell'eliocentrismo, basata sul «moderno» modello di Tycho Brahe: segno che la censura del Sant'Offizio aveva avuto effetto e consigliato Galileo alla prudenza, dalla quale desisterà però otto anni dopo, quando riterrà erroneamente che il clima culturale fosse mutato.

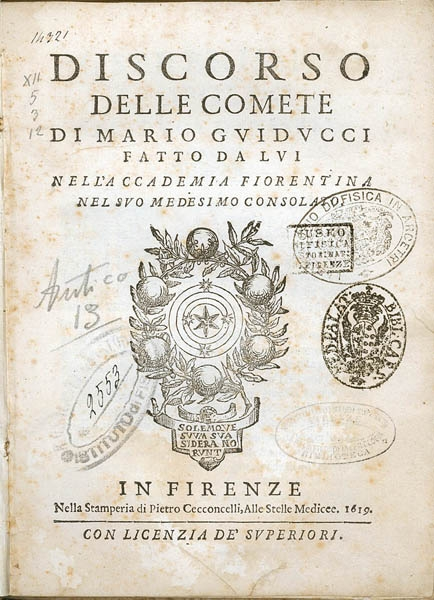
Galilei: Discorso delle comete

Nel novembre del 1618 comparvero nel cielo tre comete, fatto che attirò l'attenzione e stimolò gli studi degli astronomi di tutta Europa. Fra essi il gesuita Orazio Grassi, matematico del Collegio Romano, tenne con successo una lezione che ebbe vasta eco, la Disputatio astronomica de tribus cometis anni MDCXVIII: con essa, sulla base di alcune osservazioni dirette e di un procedimento logico-scolastico, egli sosteneva l'ipotesi che le comete fossero corpi situati oltre al «cielo della Luna» e la utilizzava per avvalorare il modello di Tycho Brahe, secondo il quale la Terra è posta al centro dell'universo, con gli altri pianeti in orbita invece intorno al Sole, contro l'ipotesi eliocentrica.
Galilei decise di replicare per difendere la validità del modello copernicano. Rispose in modo indiretto, attraverso lo scritto Discorso delle comete di un suo amico e discepolo, Mario Guiducci, ma in cui la mano del maestro era certamente presente. Nella sua replica Galileo sosteneva erroneamente che le comete non erano oggetti celesti, ma puri effetti ottici prodotti dalla luce solare su vapori elevatisi dalla Terra, ma indicava anche le contraddizioni del ragionamento di Grassi e le sue erronee deduzioni dalle osservazioni delle comete con il cannocchiale. Il gesuita rispose con uno scritto intitolato Libra astronomica ac philosophica, firmato con lo pseudonimo anagrammatico di Lotario Sarsi, attaccava direttamente Galilei e il copernicanesimo.
Galilei a questo punto rispose direttamente: solo nel 1622 fu pronto il trattato Il Saggiatore. Scritto in forma di lettera, fu approvato dagli accademici dei Lincei e stampato a Roma nel maggio 1623. Il 6 agosto, dopo la morte di papa Gregorio XV, con il nome di Urbano VIII saliva al soglio pontificio Maffeo Barberini, da anni amico ed estimatore di Galileo. Questo convinse erroneamente Galileo che «risorge la speranza, quella speranza che era ormai quasi del tutto sepolta. Siamo sul punto di assistere al ritorno del prezioso sapere dal lungo esilio a cui era stato costretto», come scritto al nipote del papa Francesco Barberini.

## Il Saggiatore

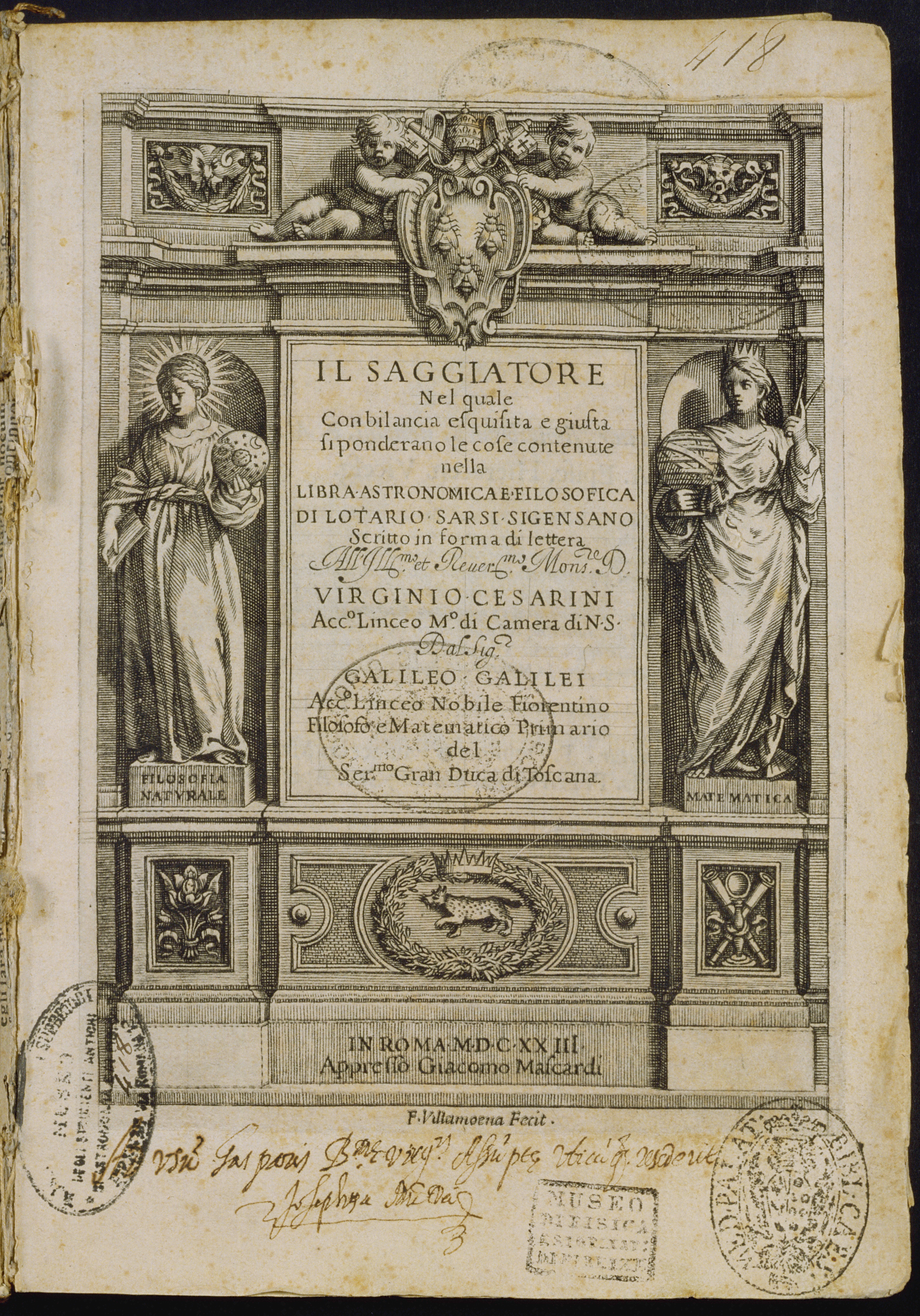
Frontespizio di Il saggiatore di Galileo Galilei (Roma, 1623)

Contro la Libra astronomica, titolo mal scelto da Grassi, perché da lui derivato dall'erronea opinione che le comete fossero apparse nella costellazione della Bilancia, quando in realtà erano state osservate in quella dello Scorpione, Galileo esercitò brillantemente la sua ironia intitolando la sua risposta, per sottolineare la propria accuratezza rispetto alla grossolanità delle argomentazioni di Orazio Grassi, Il Saggiatore, nel quale con bilancia squisita e giusta si ponderano le cose contenute nella Libbra, volendo anche far intendere che le osservazioni empiriche vanno misurate con uno strumento di precisione come il saggiatore, che serve appunto per misurare il peso della polvere d'oro e non con la libbra, l'imprecisa e rozza stadera.
Il Saggiatore presenta una teoria rivelatasi successivamente erronea delle comete come apparenze dovute ai raggi solari. La differenza tra le argomentazioni di Grassi e quella di Galileo era tuttavia soprattutto di metodo, in quanto il secondo basava i propri ragionamenti sulle esperienze. Nel Saggiatore, Galileo scrisse infatti la celebre metafora secondo la quale «la filosofia è scritta in questo grandissimo libro che continuamente ci sta aperto innanzi a gli occhi (io dico l'universo)», mettendosi in contrasto con Grassi che si richiamava all'autorità dei maestri del passato e di Aristotele per l'accertamento della verità sulle questioni naturali.
Vi sono nell'opera anche accenni a corrette soluzioni scientifiche, come la dimostrazione che il calore non è sviluppato dal puro e semplice movimento dei corpi, ma dall'attrito del mezzo, o come le considerazioni sull'aderenza dell'aria e dell'acqua sui corpi, o come la polemica sull'improprio uso del linguaggio comune – grande, piccolo, vicino, lontano – in un ambito che dovrebbe essere rigorosamente scientifico.

## Gli incontri con Urbano VIII (Roma, 1624) e laLettera a Francesco Ingoli

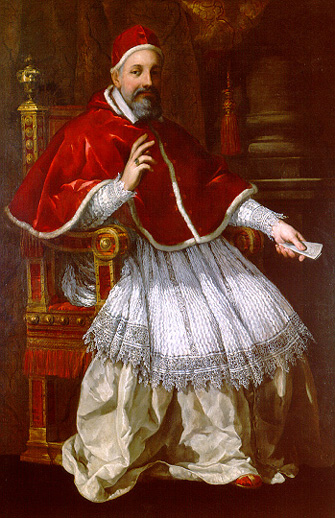
Ritratto di Papa Urbano VIII Barberini, opera di Pietro da Cortona

Il 23 aprile 1624 Galilei giunse a Roma per rendere omaggio al papa e strappargli la concessione della tolleranza della Chiesa nei confronti del sistema copernicano, ma nelle sei udienze concessegli da Urbano VIII non ottenne da questi alcun impegno preciso in tal senso.
Senza nessuna assicurazione ma con il vago incoraggiamento che gli veniva dall'esser stato onorato da papa Urbano – che concesse una pensione al figlio Vincenzio – Galileo ritenne di poter rispondere finalmente, nel settembre del 1624, alla Disputatio di Francesco Ingoli. Galileo sa di non potersi permettere, con il potente segretario della Congregazione di Propaganda Fide e per i suoi trascorsi, alcuna aperta ironia: prudentemente, premette perciò di non voler sostenere «quella posizione che già è stata dichiarata per sospetta e repugnante» alla dottrina della Chiesa e aggiunge che «a confusione degli eretici, tra i quali sento quelli di maggior grido esser tutti dell'opinione di Copernico», intende dimostrare a loro che «noi Cattolici non per difetto di discorso naturale [...] restiamo nell'antica certezza insegnataci da' sacri autori, ma per la reverenza che portiamo alle scritture». Questa riverenza, secondo Galileo, non deve però impedire a un cattolico di intendere ed esporre correttamente i problemi delle scienze astronomiche e naturali così che quegli eretici copernicani «potranno tassarci per uomini costanti nella nostra oppenione, ma non già per ciechi o per ignoranti dell'umane discipline».
Reso formale omaggio all'ortodossia cattolica, nella sua risposta Galileo dovrà confutare le argomentazioni anticopernicane dell'Ingoli senza proporre quel modello astronomico, né rispondere alle argomentazioni teologiche: così, all'argomento che il centro dell'universo è il luogo «più inferiore» e dev'essere occupato dalla Terra perché questa è il corpo «più crasso» di ogni altro corpo celeste, Galileo obietta che non esiste nell'universo un unico luogo inferiore, ma tanti quanti sono i centri di ogni singolo corpo: «noi aremo nell'università del mondo tanti centri e tanti luoghi inferiori e superiori, quanti sono i globi mondani e gli orbi che intorno a diversi punti si raggiano». Quanto poi all'idea che la Terra sia il più «crasso» dei corpi celesti, «né io né voi sappiamo, né possiamo sicuramente sapere», poiché nessuna esperienza lo dimostra.
Hanno fatto dibattere gli studiosi le affermazioni sulla molteplicità dei centri e il noto passo: «è ancora indeciso (e credo che sarà sempre tra le scienze umane) se l'universo sia finito o pure infinito [...] la mente mia non si sa accomodare a concepirlo né finito né infinito», sulla reale opinione avuta da Galileo. È possibile che Galileo sia stato spinto «a praticare la virtù della prudenza», ben conoscendo la sorte subita da Bruno pochi decenni prima e quella del De revolutionibus copernicano, oltre, naturalmente, la sua stessa vicenda, più tardi nel 1633. Giordano Bruno non viene da lui mai menzionato, né negli scritti né nelle lettere. È però anche possibile che questo problema, come in generale quelli di cosmologia e anche di meccanica celeste, non avesse per lui un grande interesse.
Nella Lettera Galileo enuncia per la prima volta quello che sarà chiamato il principio della relatività galileiana: alla comune obiezione portata dai sostenitori della immobilità della Terra, consistente nell'osservazione che i gravi cadono perpendicolarmente sulla superficie terrestre, anziché obliquamente, come apparentemente dovrebbe avvenire se la Terra si muovesse, Galileo risponde portando l'esperienza della nave nella quale, sia essa in movimento uniforme o sia ferma, i fenomeni di caduta o, in generale, dei moti dei corpi in essa contenuti, si verificano esattamente nello stesso modo, perché «il moto universale della nave, essendo comunicato all'aria ed a tutte quelle cose che in essa vengono contenute, e non essendo contrario alla naturale inclinazione di quelle, in loro indelebilmente si conserva».

## Il processo, l'abiura e la condanna (Roma, 1633)

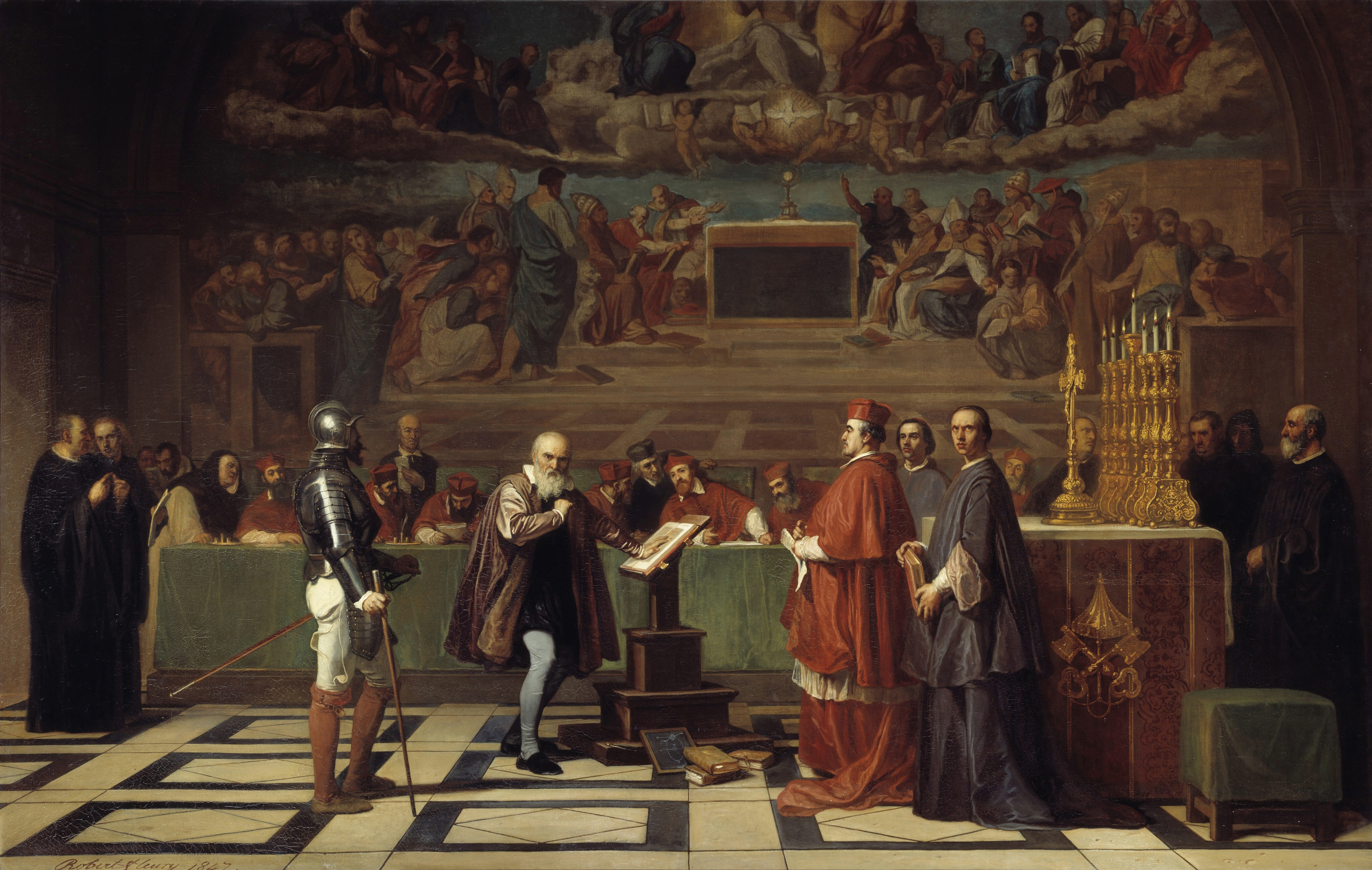
Joseph-Nicolas Robert-Fleury: Il processo di Galilei

L'opera ricevette molti elogi, tra i quali quelli di Benedetto Castelli, di Fulgenzio Micanzio, collaboratore e biografo di Paolo Sarpi, e di Tommaso Campanella, ma già nell'agosto 1632 si diffusero le voci di una proibizione del libro: il Maestro del Sacro Palazzo Niccolò Riccardi aveva scritto il 25 luglio all'inquisitore di Firenze Clemente Egidi che per ordine del Papa il libro non doveva più essere diffuso; il 7 agosto gli chiedeva di rintracciare le copie già vendute e di sequestrarle. Il 5 settembre, secondo l'ambasciatore fiorentino Francesco Niccolini, il Papa adirato accusò Galileo di aver raggirato i ministri che avevano autorizzato la pubblicazione dell'opera. Il 23 settembre l'Inquisizione romana sollecitava quella fiorentina di notificare a Galileo l'ordine di comparire a Roma entro il mese di ottobre davanti al Commissario generale del Sant'Uffizio». Galileo, in parte perché malato, in parte perché spera che la questione possa aggiustarsi in qualche modo senza l'apertura del processo, ritarda per tre mesi la partenza; di fronte alla minacciosa insistenza del Sant'Uffizio, il 20 gennaio 1633 parte per Roma in lettiga.
Il processo cominciò il 12 aprile, con il primo interrogatorio di Galileo, al quale il commissario inquisitore, il domenicano Vincenzo Maculano, contestò di aver ricevuto, il 26 febbraio 1616, un «precetto» con il quale il cardinale Bellarmino gli avrebbe intimato di abbandonare la teoria copernicana, di non sostenerla in nessun modo e di non insegnarla.
Quel precetto, se mai fu effettivamente mostrato a Galileo nel febbraio del 1616 e se non si tratti persino di un falso costruito ad arte, non reca alcuna firma, né del Bellarmino, né dei testimoni, né di Galileo stesso. Nel maggio successivo Galileo aveva ricevuto la nota lettera del Bellarmino nella quale «si contiene che la dottrina attribuita al Copernico, che la terra si muova intorno al sole e che il sole stia nel centro del mondo senza muoversi da oriente ad occidente, sia contraria alle Sacre Scritture, e però non si possa difendere né tenere». Nella lettera non si menziona esplicitamente il divieto di insegnare la dottrina copernicana, pur nei limiti di una semplice ipotesi scientifica.
Nell'interrogatorio Galileo negò di aver avuto conoscenza del precetto e sostenne di non ricordare che nella dichiarazione del Bellarmino vi fossero le parole quovis modo (in qualsiasi modo) e nec docere (non insegnare). Incalzato dall'inquisitore, Galileo non solo ammise di non avere detto «cosa alcuna del sodetto precetto», ma anzi arrivò a sostenere che «nel detto libro io mostro il contrario di detta opinione del Copernico, e che le ragioni di esso Copernico sono invalide e non concludenti». Concluso il primo interrogatorio: Galileo fu trattenuto, «pur sotto strettissima sorveglianza», in tre stanze del palazzo dell'Inquisizione, «con ampia e libera facoltà di passeggiare».
La Congregazione del Santo Uffizio, riunitasi il 21 aprile, stabilì che nel Dialogo di Galileo «si difenda, e s'insegni l'opinione riprouata, e dannata dalla Chiesa, et però che l'autore si renda sospetto anco di tenerla». Galileo, nuovamente interrogato il 30 aprile, dichiarò di aver riletto in quei giorni il suo Dialogo «quasi come scrittura nova e di altro autore», ammettendo che un lettore che non conoscesse intimamente l'autore avrebbe avuto l'impressione che egli avesse voluto avvalorare la teoria copernicana. Scusandosi con l'inquisitore per «un errore tanto alieno dalla mia intentione», si offrì di «ripigliar gli argomenti già recati a favore della detta opinione falsa e dannata, e confutargli in quel più efficace modo che da Dio benedetto mi verrà somministrato».
Nel costituto del successivo 10 maggio Galileo spiegò che la lettera del Bellarmino (dove non era prescritto il divieto di insegnare la dottrina copernicana) gli aveva fatto dimenticare il precetto dove invece quel divieto era intimato, e giustificò i «mancamenti» del suo Dialogo come dovuti unicamente alla «vana ambizione e compiacimento di comparire arguto oltre al comune de' popolari scrittori, inavertentemente scorsomi dalla penna», dichiarandosi nuovamente pronto a correggere il suo libro.

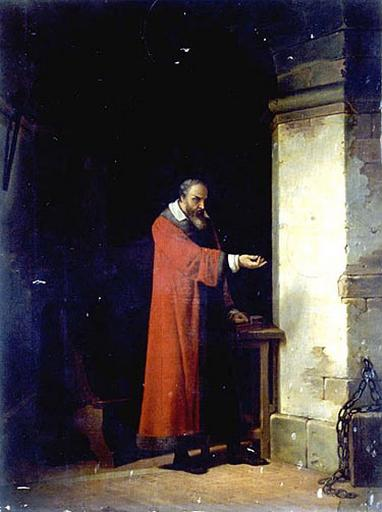
La prigionia di Galileo immaginata da Jean Laurent

Per concludere il processo, l'Inquisizione doveva verificare la sincerità dell'affermazione di Galileo di «non tenere la dannata opinione»: a questo scopo, il 16 giugno la Congregazione stabilì che «Galileo fosse interrogato sulla sua intenzione, anche comminandogli la tortura e se l'avesse sostenuta, previa abiura de vehementi di fronte alla Congregazione, fosse condannato al carcere ad arbitrio della Santa Congregazione, con l'ingiunzione di non trattare più, né per scritto né verbalmente, sulla mobilità della Terra e sull'immobilità del Sole».
Il 21 giugno Galilei fu interrogato per l'ultima volta: alla domanda se tenesse ancora, o avesse tenuto in passato, e per quanto tempo, la teoria della centralità del Sole, Galilei rispose che un tempo aveva ritenuto le opinioni di Tolomeo e di Copernico entrambe «disputabili, perché o l'una o l'altra poteva esser vera in natura», ma dopo la proibizione del 1616, sostenne di tenere, da allora e tuttora, «per verissima e indubitata l'opinione di Tolomeo». Richiesto di spiegare perché mai avesse allora difeso l'opinione di Copernico nel suo Dialogo, Galileo rispose di aver voluto soltanto spiegare le ragioni delle due opinioni, convinto che nessuna avesse forza dimostrativa, così che «per procedere con sicurezza si dovesse ricorrere alla determinazione di più sublimi dottrine». All'insistenza dell'inquisitore di dire la verità, altrimenti si sarebbe agito «contro di lui con gli opportuni rimedi di diritto e di fatto», Galileo negò di aver mai sostenuto l'opinione di Copernico: «del resto, son qua nelle loro mani; faccino quello gli piace». All'esplicita minaccia di ricorrere alla tortura, Galileo rispose soltanto: «Io son qua per far l'obedienza, e non ho tenuta questa opinione dopo la determinazione fatta, come ho detto». Il verbale del costituto conclude che, «non potendosi avere niente altro in esecuzione del decreto, avuta la sua sottoscrizione, fu rimandato al suo luogo».
Il giorno dopo, 22 giugno, nella sala capitolare del convento domenicano di Santa Maria sopra Minerva, presente e inginocchiato Galileo, fu emessa la sentenza dai cardinali Gaspare Borgia, Felice Centini, Guido Bentivoglio, Desiderio Scaglia, Antonio Barberini e Francesco Barberini, Laudivio Zacchia, Berlinghiero Gessi, Fabrizio Verospi e Marzio Ginetti, «inquisitori generali contro l'eretica pravità», nella quale si riassumeva la lunga vicenda del contrasto fra Galileo e la dottrina della Chiesa, cominciata dal 1615 con lo scritto Delle macchie solari e l'opposizione dei teologi nel 1616 al modello Copernicano. Nella sentenza si sosteneva poi che il documento ricevuto nel febbraio 1616 fosse una effettiva ammonizione a non difendere o insegnare la teoria copernicana.
Ricordato che egli scrisse poi il suo Dialogo «senza però significare a quelli che ti diedero simile facoltà, che tu avevi precetto di non tenere, difendere né insegnare in qualsivoglia modo tale dottrina», nella sentenza si sottolinea che il libro insegna la dottrina copernicana; quanto alle personali convinzioni di Galileo, nel processo fu ritenuto «necessario venir contro di te al rigoroso esame, nel quale [...] rispondesti cattolicamente». Essendosi reso pertanto «veementemente sospetto d'eresia», Galileo era incorso nelle censure e pene previste «contro simili delinquenti».
Imposta l'abiura «con cuor sincero e fede non finta» e proibito il Dialogo, Galilei venne condannato al «carcere formale ad arbitrio nostro» e alla «pena salutare» della recita settimanale dei sette salmi penitenziali per tre anni, riservandosi l'Inquisizione di «moderare, mutare o levar in tutto o parte» le pene e le penitenze.
Se la leggenda della frase di Galileo, «E pur si muove», pronunciata appena dopo l'abiura, serve a suggerire la sua intatta convinzione della validità del modello copernicano, la conclusione del processo segnava la sconfitta del suo programma di diffusione della nuova metodologia scientifica, fondata sull'osservazione rigorosa dei fatti e sulla loro verifica sperimentale – contro la vecchia scienza che produce «esperienze come fatte e rispondenti al suo bisogno senza averle mai né fatte né osservate» – e contro i pregiudizi del senso comune, che spesso induce a ritenere reale qualunque apparenza: un programma di rinnovamento scientifico, che insegnava «a non aver più fiducia nell'autorità, nella tradizione e nel senso comune», che voleva «insegnare a pensare».